# Abaris (geslacht)

Abarys - afdruk - Iconographia Zoologica - Bijzondere Collecties van de Universiteit van Amsterdam

Abaris is een geslacht van kevers uit de familie van de loopkevers (Carabidae). De wetenschappelijke naam van het geslacht is voor het eerst geldig gepubliceerd in 1831 door Dejean.

## Soorten
Het geslacht Abaris omvat de volgende soorten:
- Abaris aenea Dejean, 1831
- Abaris aequinoctialis Chaudoir, 1852
- Abaris aquilonaria Will, 2002
- Abaris basistriata Chaudoir, 1873
- Abaris bicolor Will, 2002
- Abaris bigenera Bates, 1882
- Abaris convexa Will, 2002
- Abaris erwini Will, 2002
- Abaris franiai Will, 2002
- Abaris impunctata Will, 2002
- Abaris inaequaloides Will, 2002
- Abaris inflata Will, 2002
- Abaris metallica Will, 2002
- Abaris mina Will, 2002
- Abaris napoensis Will, 2002
- Abaris nigra Will, 2002
- Abaris nitida Will, 2002
- Abaris nobilis Will, 2002
- Abaris notiophiloides Bates, 1871
- Abaris opaca Will, 2002
- Abaris picipes Bates, 1871
- Abaris retiaria Will, 2002
- Abaris robustula Tschitscherine, 1898
- Abaris splendidula (LeConte, 1863)
- Abaris striolata Bates, 1871
- Abaris tachypoides Bates, 1871
- Abaris wardi Will, 2002